# Огньовка (Республіка Алтай)
Огньовка (рос. Огнёвка) — село Усть-Коксинського району, Республіка Алтай Росії. Входить до складу Огньовського сільського поселення.
Населення — 643 особи (2015 рік).